# طابع اجتماعي
الطابع الاجتماعي هو المفهوم الرئيسي المحوري لـعلم النفس الاجتماعي التحليلي ومؤسسه إريك فروم. فيصف تشكيل بنية الشخصية المشترك لأفراد المجتمع أو الطبقة الاجتماعية حسب نمط الحياة والتوقعات النمطية الاجتماعية والمتطلبات الوظيفية بخصوص السلوك التكيفي اجتماعيًا. ويعد الطابع الاجتماعي تكيفيًا بشكل أساسي لنمط الإنتاج السائد في المجتمع. ووفقًا لفروم، يتكامل المفهوم مع نظرية ماركس بخصوص كيف يحدد نمط الإنتاج الإيديولوجيا مع مفهوم فرويد للشخصية.
ففي الوقت الذي يصف فيه الطابع الفردي ثراء بنية الشخصية للفرد، يصف الطابع الاجتماعي المواقف العاطفية المشتركة بين الأشخاص في طبقة اجتماعية أو مجتمع ما. ويكتسب الطابع الاجتماعي بشكل كبير في الأسرة بوصفها وكيلاً عن المجتمع، ولكنه تطور أيضًا في غيرها من مؤسسات المجتمع مثل المدارس وأماكن العمل. ويعد الهدف من الطابع الاجتماعي تحفيز الأشخاص على إنجاز المهام الاجتماعية المتوقعة الخاصة بالعمل والتفاعل، والتعليم والاستهلاك. ومع ظهوره في تفاعل البناء الاجتماعي الاجتماعي الاقتصادي والبنية الاجتماعية الشهوانية يتيح الطابع الاجتماعي استخدام الطاقات البشرية بوصفها موردًا إنتاجيًا اجتماعيًا.
يؤكد إريك فروم على الضروريات الاجتماعية، والتي يجب أن يطيعها أفراد المجتمع. وحتى يعمل المجمتمع بشكل كاف، ينبغي على أفراده اكتساب بنية الشخصية التي تمكنهم من القيام بما يجب عليهم فعله من أجل تحقيق الازدهار. فمن المتوقع مثلاً في المجتمع الفاشي أن يكون لدى الناس حافز لإخضاع أنفسهم لنظام التسلسل الهرمي والالتزام بتفانٍ بالإرشادات المقدمة لهم. وفي المجتمع الزراعي، يشجع الناس اجتماعيًا على التوفير والعمل باستقلالية. ومع ذلك، يعتاد الناس اجتماعيًا في ظل الثقافة الاستهلاكية المنفحتة على الاستهلاك على نطاق واسع وبكل سرور.
وهكذا يتم تشكيل بنية الشخصية في كل مجتمع بطريقة يمكن أن تفي بالتوقعات شبه الطوعية. وعلى الرغم من أن كل فرد يكون سمات شخصية وتوجه شخصية يميزه عن غيره من الناس الذين يعيشون في ثقافات مختلفة، فشعوب ثقافة ما يجمعهم نفس النمط من الإنتاج وبالتالي يشتركون في العناصر الأساسية للطابع الاجتماعي.
وبوصفه منظرًا للمجتمع، لم يهتم فروم بالخصوصيات التي يتميز بها كل فرد عن غيره ولكنه يبحث فيما يشترك فيه معظم الأشخاص في ردود أفعالهم النفسية. ولذلك فإنه يدرس جزءًا من بنية الشخصية التي يشترك فيها معظم أفراد المجتمع. ويصف فروم هذا الأصل العام في الشخصية باسم الطابع الاجتماعي. ويحدث تشكيل الطابع الاجتماعي في معظم المجتمعات على حساب العفوية وحرية الأفراد.

## المؤلفات
- إريك فروم (1942): الشخصية والعملية الاجتماعية. ملحق للخوف من الحرية، روتليدج.
- يمكنك العثور على المقالة كاملة على: http://marxists.org/archive/fromm/works/1942/character.htm
- إريك فروم ومايكل ماكوبي، الطابع الاجتماعي في قرية مكسيكية، برينتس هول، 1970 (أعيد طبعه من قبل ترانساكشن برس، 1996)